# Liste der Stolpersteine in Torgau
Die Liste der Stolpersteine in Torgau enthält Stolpersteine, die an das Schicksal der Menschen dieser Stadt erinnern, die während der Zeit des Nationalsozialismus vom NS-Regime ermordet, deportiert, vertrieben oder in den Suizid getrieben wurden. Die ersten elf Stolpersteine wurden vom Künstler Gunter Demnig am 27. Februar 2020 verlegt.

## Stolpersteine in Torgau
Elf Stolpersteine wurden an vier Adressen am Donnerstag, dem 27. Februar 2020, in Torgau verlegt. Angeregt wurde das Gedenkprojekt von Elvira Dreßen, die während eines Besuches in Yad Vashem in Jerusalem auf das Schicksal des Ehepaars Isaacsohn aus Torgau aufmerksam geworden war. Weitere Nachforschungen wurden vom Dokumentations- und Informationszentrum Torgau und der Stadt Torgau übernommen.

## Verlegte Stolpersteine
| Bild                 | Inschrift | Standort                                                                  | Verlege-datum    | Anmerkungen |
| -------------------- | --- | ------------------------------------------------------------------------- | ---------------- | --- |
| Gertrud Isaacsohn    | Hier wohnte Gertrud Isaacsohn Geb. Rosenthal Jg. 1882 Deportiert 1942 Riga Ermordet                                | Karl-Marx-Platz 2 51,557893° N, 12,99585° O                               | 27. Februar 2020 | Das Ehepaar verlor ihr Textilkaufhaus Rosenthal in der Bäckerstraße nach der Reichspogromnacht von November 1938. Es war ihnen nicht gelungen zu emigrieren.                                                                   |
| Max Isaacsohn        | Hier wohnte Max Isaacsohn Jg. 1883 Deportiert 1942 Riga Ermordet                                                   | Karl-Marx-Platz 2 51,557893° N, 12,99585° O                               | 27. Februar 2020 | Das Ehepaar verlor ihr Textilkaufhaus Rosenthal in der Bäckerstraße nach der Reichspogromnacht von November 1938. Es war ihnen nicht gelungen zu emigrieren.                                                                   |
| Kurt Behmack         | Hier wohnte Dr. Kurt Behmack Jg. 1887 Berufsverbot 1938 Flucht 1939 Paraguay                                       | Karl-Marx-Platz 6 51,557412° N, 12,995663° O                              | 27. Februar 2020 | Die Praxis von Dr. Behmack wurde in der Reichspogromnacht besucht und seine Patientenkartei beschlagnahmt. |
| Selmar Ahlfeld       | Hier wohnte Selmar Ahlfeld Jg. 1869 Gedemütigt/Entrechtet Tot 2.8.1937                                             | August-Bebel-Straße 15 51,55843° N, 12,996° O                             | 27. Februar 2020 | Das Kaufhaus Ahlfeld wurde in der Reichspogromnacht verwüstet. |
| Luise Ahlfeld        | Hier wohnte Luise Ahlfeld Jg. 1902 Flucht 1939 England 1940 USA                                                    | August-Bebel-Straße 15 51,55843° N, 12,996° O                             | 27. Februar 2020 | Das Kaufhaus Ahlfeld wurde in der Reichspogromnacht verwüstet. |
| Gertrud Ahlfeld      | Hier wohnte Gertrud Ahlfeld Geb. Hesse Jg. 1879 Flucht 1939 England 1940 USA                                       | August-Bebel-Straße 15 51,55843° N, 12,996° O                             | 27. Februar 2020 | Das Kaufhaus Ahlfeld wurde in der Reichspogromnacht verwüstet. |
| Max Kukurutz         | Hier wohnte Max Kukurutz Jg. 1891 ’Schutzhaft’ 1938 Buchenwald Berufsverbot 1938 Flucht 1938 USA                   | Breite Straße 4 (damals Hermann-Göring-Straße) 51,558171° N, 13,002673° O | 27. Februar 2020 | In diesem Haus hatte Max Kukurutz sein Zahnarztpraxis. Er verbrachte sieben Wochen im Konzentrationslager Buchenwald, bevor er in die USA emigrieren konnte. Seine Familie konnte ihm erst nach Ende des Krieges dahin folgen. |
| Wolfgang Kukurutz    | Hier wohnte Wolfgang Kukurutz Jg. 1926 Unfreiwillig verzogen 1939 Leipzig Verhaftet Zwangsarbeit Osterode Überlebt | Breite Straße 4 (damals Hermann-Göring-Straße) 51,558171° N, 13,002673° O | 27. Februar 2020 | In diesem Haus hatte Max Kukurutz sein Zahnarztpraxis. Er verbrachte sieben Wochen im Konzentrationslager Buchenwald, bevor er in die USA emigrieren konnte. Seine Familie konnte ihm erst nach Ende des Krieges dahin folgen. |
| Doris Kukurutz       | Hier wohnte Doris Kukurutz Geb. Stolzenhein Jg. 1892 Unfreiwillig verzogen 1939 Leipzig Mit Hilfe überlebt         | Breite Straße 4 (damals Hermann-Göring-Straße) 51,558171° N, 13,002673° O | 27. Februar 2020 | In diesem Haus hatte Max Kukurutz sein Zahnarztpraxis. Er verbrachte sieben Wochen im Konzentrationslager Buchenwald, bevor er in die USA emigrieren konnte. Seine Familie konnte ihm erst nach Ende des Krieges dahin folgen. |
| Hans-Jochen Kukurutz | Hier wohnte Hans-Jochen Kukurutz Jg. 1930 Unfreiwillig verzogen 1939 Leipzig Schulverbot 1943 Mit Hilfe überlebt   | Breite Straße 4 (damals Hermann-Göring-Straße) 51,558171° N, 13,002673° O | 27. Februar 2020 | In diesem Haus hatte Max Kukurutz sein Zahnarztpraxis. Er verbrachte sieben Wochen im Konzentrationslager Buchenwald, bevor er in die USA emigrieren konnte. Seine Familie konnte ihm erst nach Ende des Krieges dahin folgen. |
| Eva Kukurutz         | Hier wohnte Eva Kukurutz Jg. 1922 Unfreiwillig verzogen 1939 Leipzig Mit Hilfe überlebt                            | Breite Straße 4 (damals Hermann-Göring-Straße) 51,558171° N, 13,002673° O | 27. Februar 2020 | In diesem Haus hatte Max Kukurutz sein Zahnarztpraxis. Er verbrachte sieben Wochen im Konzentrationslager Buchenwald, bevor er in die USA emigrieren konnte. Seine Familie konnte ihm erst nach Ende des Krieges dahin folgen. |